# Communauté de communes Ouche et Montagne
La Communauté de communes Ouche et Montagne est une communauté de communes française, située dans le département de la Côte-d'Or et l'arrondissement de Dijon.

## Historique
Crée le 1er janvier 2014, elle est issue de la fusion de la Communauté de communes de la Vallée de l'Ouche et de la Communauté de communes du Sombernonnais. Le 29 septembre 2015, la communauté de communes révise ses statuts, fixe son siège à Sainte-Marie-sur-Ouche et prend le nom de "Ouche et Montagne".

## Composition
La communauté de communes est composée des 32 communes suivantes :

| Nom                            | Code Insee | Gentilé       | Superficie (km2) | Population (dernière pop. légale) | Densité (hab./km2) |
| ------------------------------ | ---------- | ------------- | ---------------- | --------------------------------- | ------------------ |
| Sainte-Marie-sur-Ouche (siège) | 21559      | Ouchimariens  | 8,25             | 701 (2022)                        | 85                 |
| Agey                           | 21002      | Ageysiens     | 8,42             | 259 (2022)                        | 31                 |
| Ancey                          | 21013      | Anceyéens     | 8,47             | 451 (2022)                        | 53                 |
| Arcey                          | 21018      |               | 3,47             | 52 (2022)                         | 15                 |
| Aubigny-lès-Sombernon          | 21033      |               | 7,93             | 170 (2022)                        | 21                 |
| Barbirey-sur-Ouche             | 21045      | Barbiréens    | 10,76            | 242 (2022)                        | 22                 |
| Baulme-la-Roche                | 21051      | Rochebalmiens | 6,69             | 92 (2022)                         | 14                 |
| Blaisy-Bas                     | 21080      |               | 13,27            | 664 (2022)                        | 50                 |
| Blaisy-Haut                    | 21081      |               | 8,31             | 125 (2022)                        | 15                 |
| Bussy-la-Pesle                 | 21121      | Bucéens       | 11,47            | 75 (2022)                         | 6,5                |
| Drée                           | 21234      |               | 5,14             | 66 (2022)                         | 13                 |
| Échannay                       | 21238      |               | 7,18             | 135 (2022)                        | 19                 |
| Fleurey-sur-Ouche              | 21273      | Borbeteils    | 29,76            | 1 498 (2022)                      | 50                 |
| Gergueil                       | 21293      |               | 9,93             | 127 (2022)                        | 13                 |
| Gissey-sur-Ouche               | 21300      | Gisséens      | 14,48            | 357 (2022)                        | 25                 |
| Grenant-lès-Sombernon          | 21306      |               | 7,19             | 216 (2022)                        | 30                 |
| Grosbois-en-Montagne           | 21310      |               | 14,16            | 111 (2022)                        | 7,8                |
| Lantenay                       | 21339      |               | 17,13            | 501 (2022)                        | 29                 |
| Mâlain                         | 21373      | Mâlinois      | 11,24            | 782 (2022)                        | 70                 |
| Mesmont                        | 21406      |               | 6,37             | 253 (2022)                        | 40                 |
| Montoillot                     | 21439      |               | 7,71             | 94 (2022)                         | 12                 |
| Pasques                        | 21478      | Pasquois      | 20,41            | 287 (2022)                        | 14                 |
| Prâlon                         | 21504      | Prâlonnais    | 3,09             | 97 (2022)                         | 31                 |
| Remilly-en-Montagne            | 21520      | Remillois     | 8,47             | 154 (2022)                        | 18                 |
| Saint-Anthot                   | 21539      |               | 4,11             | 63 (2022)                         | 15                 |
| Saint-Jean-de-Bœuf             | 21553      | Beurets       | 12,26            | 103 (2022)                        | 8,4                |
| Saint-Victor-sur-Ouche         | 21578      |               | 12,77            | 307 (2022)                        | 24                 |
| Savigny-sous-Mâlain            | 21592      |               | 6,35             | 233 (2022)                        | 37                 |
| Sombernon                      | 21611      | Sombernonais  | 13,22            | 990 (2022)                        | 75                 |
| Velars-sur-Ouche               | 21661      | Velarsois     | 12,13            | 1 829 (2022)                      | 151                |
| Verrey-sous-Drée               | 21669      |               | 3,44             | 96 (2022)                         | 28                 |
| Vieilmoulin                    | 21679      |               | 6,06             | 143 (2022)                        | 24                 |

## Démographie
| 1968  | 1975  | 1982  | 1990  | 1999  | 2010   | 2015   | 2021   |
| ----- | ----- | ----- | ----- | ----- | ------ | ------ | ------ |
| 6 098 | 6 054 | 7 401 | 8 510 | 9 432 | 10 381 | 10 672 | 11 119 |

## Compétences
- Autres énergies
- Assainissement non collectif
- Collecte des déchets des ménages et déchets assimilés
- Traitement des déchets des ménages et déchets assimilés
- Autres actions environnementales
- Activités sociales
- Création, aménagement, entretien et gestion de zone d'activités industrielle, commerciale, tertiaire, artisanale ou touristique
- Action de développement économique (Soutien des activités industrielles, commerciales ou de l'emploi, Soutien des activités agricoles et forestières...)
- Construction ou aménagement, entretien, gestion d'équipements ou d'établissements culturels, socioculturels, socio-éducatifs
- Activités péri-scolaires
- Activités culturelles ou socioculturelles
- Activités sportives
- Création et réalisation de zone d'aménagement concertée (ZAC)
- Études et programmation
- Création, aménagement, entretien de la voirie
- Tourisme
- Opération programmée d'amélioration de l'habitat (OPAH)
- Préfiguration et fonctionnement des Pays
- NTIC (Internet, câble...)